# István Szabó (trener)
István Szabó (ur. 17 stycznia 1967) – węgierski trener piłkarski. Obecnie pełni funkcję pierwszego trenera węgierskiego klubu Kecskeméti TE.
W swojej karierze głównie związany z Kecskeméti TE, w którym to pełnił różne funkcje trenerskie w drużynach młodzieżowych oraz drużynie seniorskiej.

## Życie prywatne
Ma trzech synów, Tamása (ur. 1987), Dávida (ur. 1993) i Bencego (ur. 1999), który są piłkarzami.